# Apate hamaticollis
Apate hamaticollis is een keversoort uit de familie boorkevers (Bostrichidae). De wetenschappelijke naam van de soort is voor het eerst geldig gepubliceerd in 1833 door Dejean.